# General Taboada megye
General Taboada egy megye Argentína északi részén, Santiago del Estero tartományban. Székhelye Añatuya.

## Népesség
A megye népessége a közelmúltban a következőképpen változott:
| Év   | Lakosság |
| ---- | -------- |
| 2001 | 36 367   |
| 2010 | 38 105   |